# Terra Formars (película)
Terra Formars (en japonés :テラフォーマーズ, Tera Fōmāzu?) es una película japonesa de ciencia ficción dirigida por Takashi Miike en 2016, que está basada en la serie manga del mismo nombre, Terra Formars, escrita por Yū Sasuga e ilustrada por Kenichi Tachibana.
La película esta ambientada a finales del siglo XXVI y nos muestra un intento de colonización de Marte.

## Argumento
En el siglo XXI para combatir el problema de la sobrepoblación, la Tierra planea colonizar Marte. Para la terraformación de Marte se siembra musgo en la superficie del planeta, para crear una atmósfera respirable y una temperatura más tolerable. También, se introdujeron cucarachas para la propagación del musgo.
500 años después, en el año 2599, una tripulación es enviada en la nave espacial BUGS 2 para eliminar a las cucarachas. La tripulación está compuesta por 15 inadaptados y criminales, que participan en la misión a cambio de indultos.
Al entrar en la nueva atmósfera, la tripulación descubre que la terraformación ha sido un éxito y liberan una bomba para eliminar a las cucarachas originales. Pero al salir de la nave descubren que las cucarachas han evolucionado hasta convertirse en humanoides, con una fuerza y agilidad extrema, además de un odio visceral hacia los seres humanos.
Para poder llevar a cabo la misión, los 15 exterminadores reciben una pequeña ayuda. El ADN de todos los elegidos fue modificado sin que lo supieran con células de insecto y, tomando una inyección, se activa en cada uno de ellos un poder especial de un insecto determinado que les ayudará en su lucha contra las cucarachas marcianas.

## Reparto
| Actor               | Papel                         |
| ------------------- | ----------------------------- |
| Hideaki Itō         | Shokichi Komachi              |
| Emi Takei           | Nanao Akita                   |
| Tomohisa Yamashita  | Jim Muto                      |
| Takayuki Yamada     | Ichiro Hiruma                 |
| Kane Kosugi         | Dios Lee                      |
| Rinko Kikuchi       | Asuka Moriki                  |
| Masaya Katō         | Keisuke Dojima                |
| Eiko Koike          | Mina Obari                    |
| Mariko Shinoda      | Sorae Osako                   |
| Kenichi Takitō      | Shunji Tezuka                 |
| Rina Ōta            | Maria Renjo                   |
| Rila Fukushima      | Sakakibara                    |
| Kiyohiko Shibukawa  | Joji Yoshikane                |
| Ken Aoki            | Toshio Souda                  |
| Takuya Nagao        | Ryuta Machioka                |
| Takahiro Kuroishi   | Toramaru Yo                   |
| Tadayoshi Kobashi   |                               |
| Yoshinori Chiba     |                               |
| Kanoko Emoto        |                               |
| Sakurako Moteki     |                               |
| Koji Matoba         | Padre adoptivo de Nanao Akita |
| Tomiyuki Kunihiro   | Profesor universitario        |
| Mitsuki Tanimura    | Estudiante universitaria      |
| Miho Ninagawa       |                               |
| Katsuhiko Yokomitsu |                               |
| Shun Oguri          | Ko Honda                      |
| Shūichi Ikeda       | Narración                     |

## Otros créditos
- Producido por: Taichi Fukuda, Masahiko Ibaraki, Yoshinori Enomoto, Riichirô Nakamura, Yoshiki Terashima, Toshiaki Okuno, Akio Ogasawara, Naoto Miyamoto y Ken Sakamoto.
- Productor ejecutivo: Hiroyoshi Koiwai.
- Productores: Misako Saka y Shigeji Maeda.
- Coproductores: Satoshi Adachi, Shinya Shinozaki, Masato Shindo y Hideaki Iwamoto.
- Productores de línea: Tomoyuki Imai y Shinya Zenda.
- Iluminación: Akira Ono.
- Diseñador de producción (arte): Yūji Hayashida.
- Grabación de sonido/editor de sonido: Jun Nakamura.
- Grabador de sonido: Keiichi Kobayashi.
- Decoración: Akira Sakamoto.
- Diseñador de escenarios: Hideo Gunji.
- Asistente de dirección: Ryûsuke Kurahashi.
- Efectos de sonido: Masaya Kitada.
- Efectos especiales de maquillaje: Yûichi Matsui.
- Director de peluquería y maquillaje: Noboru Tomizawa.
- Coordinador de personajes: Yoshitaka Yamaguchi.
- Coordinador de especialistas: Keiji Tsujii y Masayoshi Deguchi.
- Supervisora de efectos visuales: Kaori Ohtagaki (Kaori Ôtagaki)
- Editor de efectos visuales: Akira Kamiya.
- Coordinador de efectos visuales: Kai Kawade.
- Productor de casting: Tsuyoshi Sugino.
- Patrocinador especial: Earth Corporation.
- Cooperación de producción islandesa: Sagafilm.
- Cooperación de producción: Rakueisha.

## Producción
Fue la primera película japonesa filmada en Islandia, con el mismo equipo de producción de Interstellar. 

## Lanzamiento
La película se estrenó el 23 de abril de 2016 en el Okinawa International Movie Festival de Japón, y el 29 de abril de 2016 en los cines de todo el país. Su clasificación en taquilla fluctuó del séptimo lugar (del 30 de abril al 6 de mayo) al décimo lugar (del 7 al 13 de mayo), antes de caer fuera del top 10.
En España se estrenó en el Festival de cine de sitges de 2016 en la Sección oficial, y en los cines de todo el país el 19 de enero de 2017.
Fue lanzada en Japón en DVD y Blu-ray el 2 de septiembre de 2016, por Warner Home Video en tres ediciones diferentes: 
- Terra Formars (Solo para alquiler) (テラフォーマーズ レンタル専用?) (1 disco) versión en DVD y Blu-ray.
  - Reportaje superespecial y anuncio de televisión.
- Terra Formars (first edition) (テラフォーマーズ【初回仕様】?) (1 disco) versión en DVD y Blu-ray (2D)
  - Reportaje superespecial y anuncio de televisión.
  - 3 tarjetas coleccionables del elenco.
- Terra Formars Blu-ray & DVD Set Premium Edition (テラフォーマーズ ブルーレイ＆DVDセット プレミアム・エディション?) (3 discos) Blu-ray y DVD. [9]
  - Disco 1: Película en Blu-ray (2D) (109 min.)
    - Reportaje superespecial y anuncio de televisión.

  - Disco 2: Película en DVD (109 min.)
    - Reportaje superespecial y anuncio de televisión.

  - Disco 3: Material adicional en DVD. (Aproximadamente 210 min.)
    - Making of Terra Formars (87:56 min.)
    - ¡El nuevo desafío de Hideaki Itō! ~Interpretando a Shokichi Komachi~
    - Tomohisa Yamashita, detrás de escena de la acción ~Perfeccionando el papel de Jim Muto~
    - Colección de escenas NG.
    - ¡Los Terra Formars han trabajado duro!
    - Entrevistas al reparto: Hideaki Itō (10:08 min.), Emi Takei (6:52 min.), Tomohisa Yamashita (10:40 min.), Takayuki Yamada (8:15 min.) y Shun Oguri (12:13 min.)
    - Recopilación de eventos: Estreno en la alfombra roja, estreno en Japón y saludos en el escenario el día de la inauguración.

  - Libro visual conceptual (36 páginas)
  - 11 tarjetas coleccionables del elenco.
  - Postal dibujada por el autor original Kenichi Tachibana.
  - Estuche exterior digipack.

Su distribución en Japón en ventas digitales comenzó el 10 de agosto de 2016, y en alquileres digitales comenzó el 2 de septiembre de 2016.
También fue lanzada en DVD y Blu-ray en otros países por diferentes distribuidoras y con diferente material extra, como escenas eliminadas y galería de imágenes.En España se lanzó en ambos formatos el 8 de marzo de 2017 por Mediatres Estudio,con contenido extra diferente: 
- Premier en Festival de Sitges de 2016 (Exclusivo edición Blu-ray)
- Entrevista a Takashi Miike (Exclusivo edición Blu-ray)
- Incluye libreto de 40 páginas con información y análisis sobre las películas, escrito por Mike Hostench (subdirector del Festival de Sitges)

## Recepción
Panos Kotzathanasis en una reseña para Asian Movie Pulse, escribió: «Takashi Miike conservó la estética disparatada y llena de acción del manga original, centrándose en las escenas de acción y la representación del entorno de Marte. No podría haber hecho otra cosa ni aunque quisiera, ya que los personajes son demasiados como para centrarse y analizarlos, y el guion carece prácticamente de profundidad. Se trata simplemente de hombres con habilidades de insecto contra enjambres de cucarachas humanoides, al menos en su mayor parte. Terra Formars es una adaptación muy impresionante, evidentemente dirigida a los fanáticos de la acción y de ciencia ficción, con todo lo bueno y lo malo que eso conlleva».
Elizabeth Kerr en una reseña para The Hollywood Reporter, escribió: «A pesar de todos sus fallos, Terra Formars tiene los ingredientes para ser una divertida y tonta aventura espacial. Se dejan caer fragmentos graciosos en momentos aleatorios, y el impulso del suspense nunca se deja desarrollar hasta alcanzar una masa crítica, por lo que se diluye».
Omar Parra en una reseña para TerrorWeekend, comentó: «Terra Formars funciona como un gran sci-fi de acción que nos regala casi 2 horas de tortas, mutilaciones y acción de primer nivel, todo ello con un reparto de lujo, con muchas caras conocidas tanto a nivel japonés como algunas internacionales. Los que hayáis leído el manga o visto la serie de animación con el mismo nombre es sin duda, un gran complemento y un disfrute total el poder ver este live action tan fiel. Los que vengan virgen a esta nueva producción de Miike posiblemente se encuentren con un guion escaso y algo complicado, pero creo que aun así y estando claramente enfocado a un público objetivo, sigue siendo totalmente disfrutable gracias a la buena mano de su director».

## Manga
La película fue una adaptación de acción real de una serie  manga, del mismo nombre, escrita por Yū Sasuga e ilustrada por Kenichi Tachibana. Originalmente se serializó en enero de 2011 en la revista de manga seinen Miracle Jump, de la editorial Shūeisha, y luego fue transferido a la revista Weekly Young Jump en abril de 2012. Se publicó en 23 volúmenes tankōbon, en España por la editorial Ivrea,aunque tubo una suspensión de publicación debido a problemas de salud del autor. También ha tenido varios spin-off.

## Anime
El manga original de Terra Formars creado por Yū Sasuga y Kenichi Tachibana, fue adaptado al anime en dos OVAs. La primera OVA fue lanzada el 20 de agosto de 2014 con el título "00-01 THE ENCOUNTER", y la segunda fue lanzada el 28 de noviembre del mismo año con el título "00-02 UNDEFEATED", ambas dirigidas por Hiroshi Hamasaki.

Se estrenó en serie de televisión 26 de septiembre de 2014 con un total de 13 episodios, dirigidos también por Hiroshi Hamasaki.Y contó con una secuela estrenada el 1 de abril de 2016 titulada Terra Formars Revenge, dirigida por Michio Fukuda, con un total de 13 episodios.

También se lanzaron en forma de dos OVAs la adaptación de los volúmenes 21 y 22 del manga, que cuentan el "Arco de la Tierra" (Earth Arc). Se había planeó su publicación para mayo de 2017, pero se retrasó hasta agosto de 2018.

## Trabajos relacionados
El historia original de manga Terra Formars tubo otras adaptaciones además de la película y la serie anime. Fue adaptada a varias novelas, videojuegos, cuentos cortos y radio web.

### Novela
Terra Formars Lost Mission
Historia original e ilustraciones de Yū Sasuga y Kenichi Tachibana y publicado por Jump J Books (Shūeisha). 
- Terra Formars Lost Mission I: Tsuki no Kioku (テラフォーマーズ LOST MISSION 1 月の記憶?) escrito por Akira Higashiyama y lanzado el 20 de agosto de 2014.[22]
- Terra Formars: Lost Mission II: Hibo e no Kikan (テラフォーマーズ LOST MISSION 2 悲母への帰還?) escrito por Yumeaki Hirayama y lanzado el 19 de abril de 2016.[23]

Terra Formars The Outer Mission
Historia original e ilustraciones de Yū Sasuga y Kenichi Tachibana. Un total de tres volúmenes publicados por Dash X Bunko (Shūeisha), escritos por Kenichi Fujiwara e ilustrados y frontispicios por: Yoshitoshi ABe (volumen 1), Shigeki Maeshima (volumen 2) y Nilitsu (volumen 3).
- Terra Formars: The Outer Mission I: Scavengers (テラフォーマーズ THE OUTER MISSION 1 スカベンジャーズ?) publicada el 21 de noviembre de 2014.[24]
- Terra Formars: The Outer Mission II (テラフォーマーズ THE OUTER MISSION 2 アウトサイダー?) publicada el 25 de agosto de 2015.[25]
- Terra Formars: The Outer Mission III (テラフォーマーズ THE OUTER MISSION 3 ザ・パートナー?) publicada el 25 de mayo de 2016.[26]

### Videojuego
- Terra Formars: Akari Hoshi no Gekitou (テラフォーマーズ 紅き惑星の激闘?) para Nintendo 3DS, se lanzó el 2 de abril de 2015, desarrollado por FuRyu.[27]
- Terra Formars Giga Battle (テラフォーマーズ G(ギガ)バトル?) para teléfonos móviles, se lanzó el 21 de diciembre de 2015, por Gree (social network).[28]
- Pachislot Terra Formars (パチスロ テラフォーマーズ?) KYORAKU desarrolló una máquina de pachislot/pachinko, que se lanzó en Japón en 2016.

## Terra Formars: A New Hope
Terra Formars: A New Hope (en japonés: テラフォーマーズ／新たなる希望, Terra Formars: Aratanaru Kibô?) es una película japonesa para la televisión dirigida por Yoshitaka Yamaguchi y supervisada por Takashi Miike.Fue estrenada en Lemino el 24 de abril de 2016 y es una precuela de la película Terra Formars de Takashi Miike estrenada el mismo año.
Argumento
Para una partida hacia Marte se seleccionaran 15 candidatos que participaran en la misión de erradicar un organismo vivo en el planeta rojo, y completar así el plan de colonización. Si la misión tiene éxito, cada uno de ellos podrá conseguir lo que más desee: familia, libertad, dinero o poder. Para satisfacer estos deseos, los candidatos escogidos se traicionaran y engañaran mutuamente durante la prueba de aptitud, la cual determinara a los miembros de la tripulación de la nave espacial BUGS 2, en una feroz batalla por la supervivencia.
Reparto
- Hideaki Itō (伊藤 英明, Itō Hideaki?) como	Shokichi Komachi.
- Emi Takei (武井 咲, Takei Emi?) como Nanao Akita.
- Mariko Shinoda (篠田 麻里子, Shinoda Mariko?) como Sorae Osako.
- Rina Ōta (太田 莉菜, Ōta Rina?) como Maria Renjo.
- Koji Matoba (的場浩司, Matoba Koji?)
- Kiyohiko Shibukawa (渋川清彦, Shibukawa Kiyohiko?) como Joji Yoshikane.
- Ken Aoki (青木健, Aoki Ken?) como Toshio Souda.
- Takahiro Kuroishi (黒石高大, Kuroishi Takahiro?) como Toramaru Yo.
- Rinko Kikuchi (菊地凛子, Kikuchi Rinko?) como Asuka Moriki.
- Masaya Katō (加藤 雅也, Katō Masaya?) como	Keisuke Dojima.
- Kento Hayashi (林遣都, Hayashi Kento?) como Kanno Yohei.
- Tetsuya Sugaya (菅谷 哲也, Sugaya Tetsuya?) como Noboru Koike.
- Takemi Fujii (藤井武美, Fujii Takemi?) como Akane Tsujimura.
- Yoshiyuki Yamaguchi (山口祥行, Yamaguchi Yoshiyuki?) como Tomoyuki Hirata.
- Hidetoshi Kubota (久保田秀敏, Kubota Hidetoshi?) como Yukihiko Fujisawa.
- Jirō Dan (団 時朗, Dan Jirō?) como Masayuki Takamine.
- Manami Marutaka (丸高 愛実, Marutaka Manami?)
- Kanata Hosoda (細田佳央太, Hosoda Kanata?)
- Arisa Suzuki (鈴木亜理沙, Suzuki Arisa?)
- Minato Shinohara (篠原湊大, Shinohara Minato?)
- Satoshi Judai (寿大聡, Judai Satoshi?)
- Masatoshi Kihara (木原 勝利, Kihara Masatoshi?)
- Shūichi Ikeda (池田 秀一, Ikeda Shūichi?) Narración.
- Saki Takaoka (高岡 早紀, Takaoka Saki?) como Miwa Odagiri.

Créditos
- Historia original de: Terra Formars de Yū Sasuga y Kenichi Tachibana (serializada en Weekly Young Jump de Shūeisha)
- Supervisor: Takashi Miike.
- Director: Yoshitaka Yamaguchi.
- Guion: Mao Aoki.
- Música: Kôji Endô.
- Tema musical: [31]
  - Canción: "BREAK OF DAWN" (Rhythm Zone)
  - Grupo: Sandaime J Soul Brothers from EXILE TRIBE.
- Productora: Rieko Muramoto.
- Productor ejecutivo: Hiroyoshi Koiwai.
- Productor general: Yūji Miyake.
- Productores: Kentaro Suzuki, Misako Saka y Shigeji Maeda.
- Fotografía: Hideo Yamamoto.
- Iluminación: Akira Ono.
- Diseñador de producción (arte): Yūji Hayashida.
- Grabador de sonido: Keiichi Kobayashi.
- Decoración: Akira Sakamoto.
- Diseñador de escenarios: Hideo Gunji.
- Montaje: Akira Kamiya.
- Efectos de sonido: Yoichi Nishimura.
- Supervisor de personajes: Yûya Maeda.
- Efectos especiales de maquillaje y trajes de criatura: Yûichi Matsui.
- Director de peluquería y maquillaje: Noboru Tomizawa.
- Coordinador de especialistas: Masayoshi Deguchi.
- Productor de casting: Tsuyoshi Sugino.
- Productores de línea: Tomoyuki Imai y Shinya Zenda.
- Asistente de dirección: Ryûsuke Kurahashi.
- Supervisora de efectos visuales: Kaori Ohtagaki (Kaori Ôtagaki)
- Compañía productora: Warner Bros. Pictures y OLM.
- Cooperación de producción: Rakueisha.
- Producción y derechos de autor: BeeTV.

Lanzamiento
Se estrenó en Lemino (dTV) el 24 de abril de 2016, distribuida en tres episodios.Fue lanzada en DVD en Japón por Avex Pictures con una duración de 78 min.